# 東華三院高可寧紀念小學
 東華三院高可寧紀念小學（英語：TWGHs Ko Ho Ning Memorial Primary School），為香港葵青區一所津貼小學，於1977年創立。

## 歷史
此校於1975年由時任東華三院董事局申辦，並獲分配現時校舍，至1977年正式開辦，為該機構第一所設於新界的小學。由於獲已故博彩商高可寧兒子高德申捐贈40萬元設備經費，此校冠名為「高可寧紀念小學」。初年，此校僅設上午校，四年後才增設下午校；1982年，此校又轉為全日制，並推行至今。

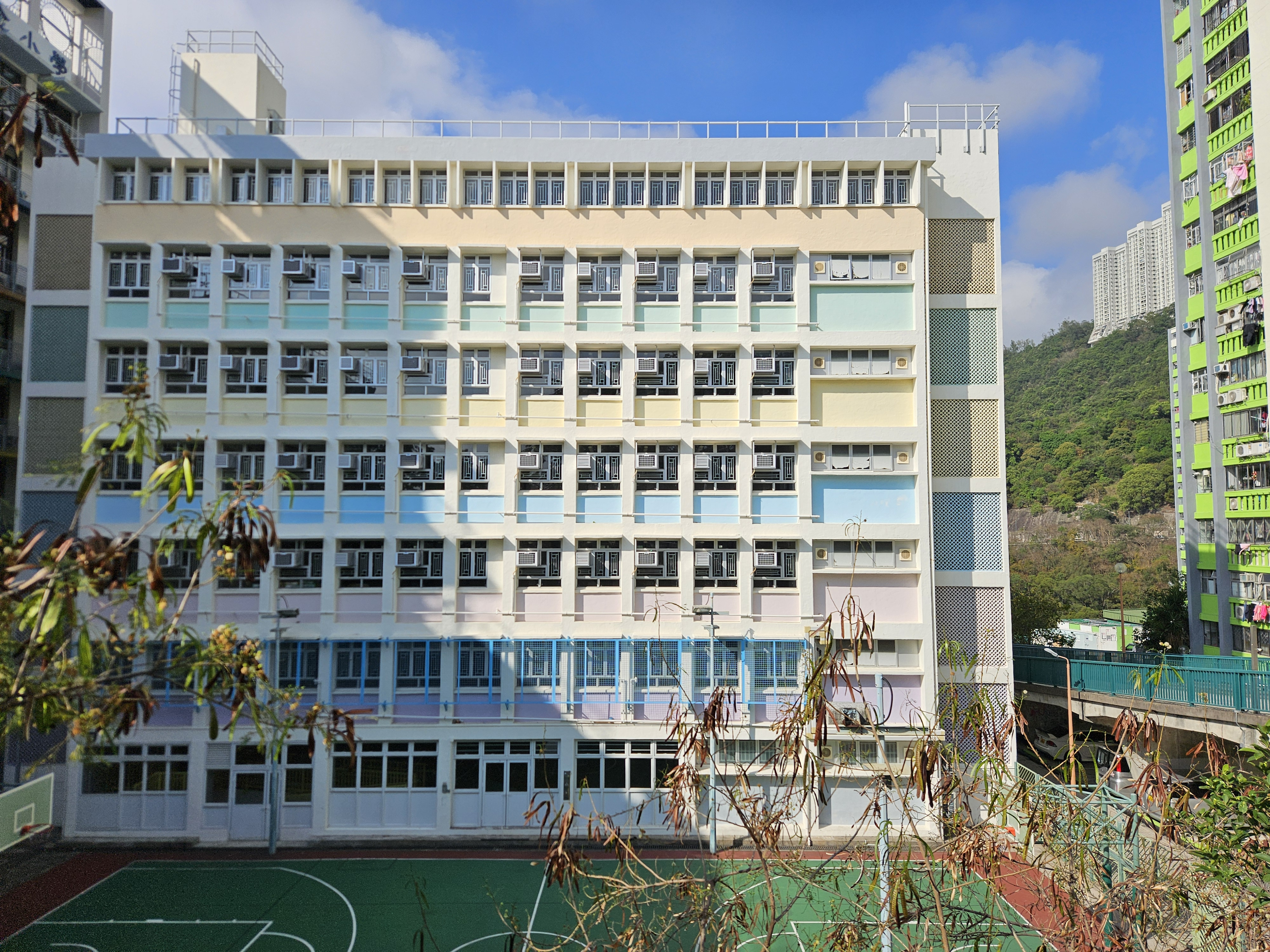
前香海正覺蓮社佛教何礪峰紀念學校校舍

由於校舍空間不足，教育局曾批准此校加建新翼，並於2007年撥批毗鄰空置的香海正覺蓮社佛教何礪峰紀念學校校舍，以改裝為額外課室；然而，因撥用毗鄰校舍程序出現嚴重延誤，直至11年後才補發另一份配校通知書。
因應學位過剩的情況，東華三院於2023年與教育局達成共識，將原先已於2002年分配、用作新辦「東華三院歷屆總理會中、小學」的日出康城擬建校舍，改為供此校及同系黃鳳翎中學遷校，而兩校將不會結龍，預計2029年建成。同時，此校自翌年起暫停招生，直至日出康城校舍落成為止。

## 校舍

### 麗瑤邨現有校舍
現有的校舍為兩所「火柴盒」小學，當中原有校舍作業樓面積為6,720平方米，共有23間課室及各種特別室。
隨著此校於2029年遷往將軍澳新校舍，現存校舍將會騰空，用途未定。

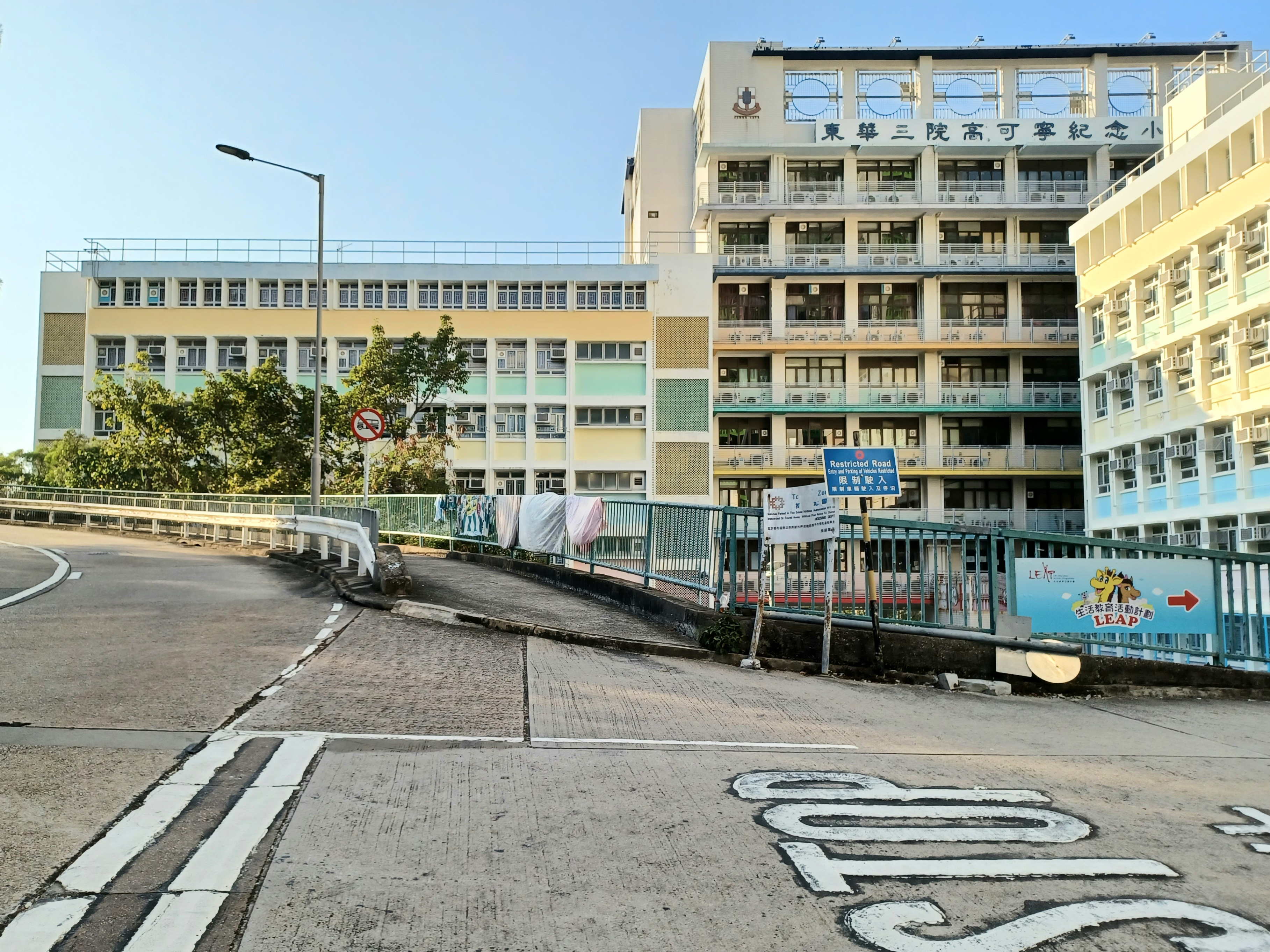
現有校舍，左側為2018年新撥批部分

### 日出康城新校舍
擬建的新校舍為一座後千禧校舍，位於屋苑第2期領都與第4期晉海間位置，並與黃鳳翎中學新校舍用地相連，面積未定，設有30間課室及各種特別室。
兩間校舍將由港鐵公司代建，而建築師及承建商暫時未定，預計2025年向立法會申請增加撥款，2029年一併啟用。

#### 新校舍建設圖集

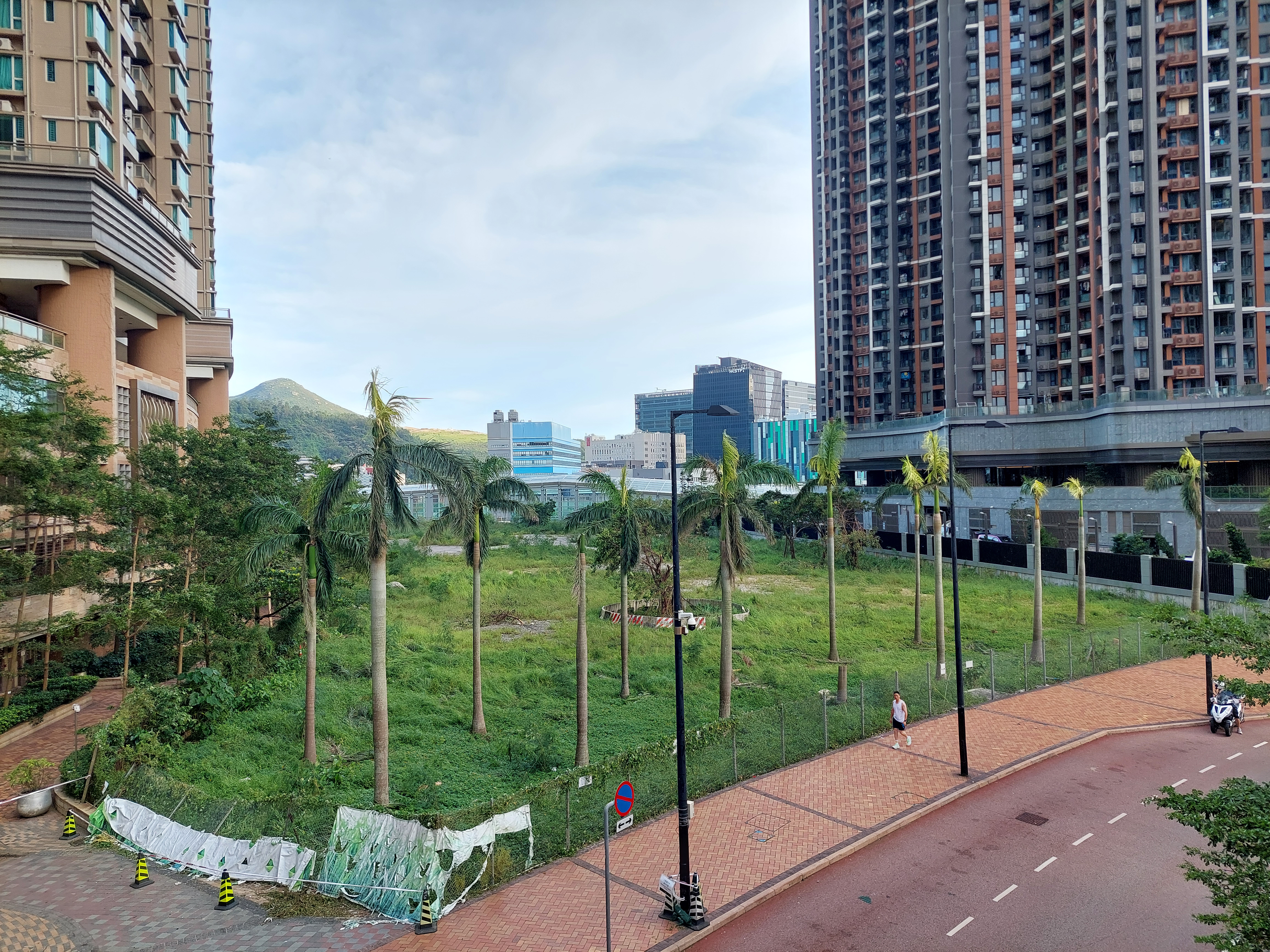
擬建新校舍與黃鳳翎中學用地，2023年9月

## 歷屆校長
- 葉玉馨 女士[10]
- 文廣鏗 先生[11]
- 李國華 先生（？年-2001年；後轉職至嗇色園主辦可銘學校下午校）[12]
- 張瑪利 女士（2001年-2014年）[13]
- 林惠敏 女士（2014年[14]-2021年）
  - 黃志文 先生（2021年，署理校長）
- 鄭月嫦 女士（2021年-2024年）
- 區瑋峰 先生（2024年起，現任校長）

## 註解
1. 1 2  現存校舍作業樓面面積，不包括毗鄰校舍

## 外部連結
- 東華三院高可寧紀念小學官方網站 （页面存档备份，存于）